# ダニエル・ステルネフェルト
ダニエル・ステルネフェルト（フランス語: Daniel Sternefeld、1905年11月27日 - 1986年6月2日）はベルギーの作曲家・指揮者。

## 生涯
1905年、ベルギー・アントウェルペンでユダヤ系の家庭に生まれた。アントウェルペン音楽院でレナート・フェレマンスとポール・ジルマンに師事し、その後フランク・ヴァン・デア・シュトゥッケンに指揮を学んだ。さらにザルツブルクに留学し、モーツァルテウムでベルンハルト・パウムガルトナー、クレメンス・クラウス、ヘルベルト・フォン・カラヤンらとともに学んだ。
1938年、王立オペラ劇場の指揮者に任命された。第二次世界大戦中にベルギーがナチス・ドイツに占領されると逃亡生活に入らざるを得なかった。しかし1942年には危険を冒して師のポール・ジルソンの葬儀に参加するためブリュッセルに姿を現している。また1943年には占領軍から身を隠しながら、交響曲を完成させている。1848年、王立オペラ劇場を去って、ブリュッセルのベルギーラジオ交響楽団の指揮者となり、現代音楽の紹介に努めた。

## 作曲作品とその特徴
彼の音楽は後期ロマン派の語法、すなわちリヒャルト・ワーグナーの半音階主義からグスタフ・マーラーとリヒャルト・シュトラウスの影響、さらに表現主義音楽へとたどることができる。

## 主な作品

### オペラ
- マーテル・ドロローサ（1934）

### 管弦楽曲
- エレジー（1931）
- 交響曲（1943）
- ブリューゲル（1981）

### 器楽曲
- エチュードとパッサカリア～クロマティック・ハープまたはダイアトニック・ハープのための（1979）